# (478) Tergeste
(478) Tergeste est un astéroïde de la ceinture principale découvert par Luigi Carnera le 21 septembre 1901.